# Chal Mere Bhai
Pour plus de détails, voir Fiche technique et Distribution.
Chal Mere Bhai (चल मेरे भाई) est une comédie indienne réalisée par David Dhawan, le film est sorti le 5 mai 2000.

## Synopsis
Vicky, un homme d'affaires, coure les jupons avec son frère Prem. Leur famille pense que Sapna, une secrétaire, serait une bonne épouse pour Vicky, mais celle-ci est amoureuse de Prem.

## Fiche technique
- Titre : Chal Mere Bhai
- Titre original : चल मेरे भाई
- Réalisation : David Dhawan
- Scénario : Ikram Akhtar, Rumi Jaffery et Yunus Sajawal
- Musique : Anand Chitragupth et Milind Chitragupth
- Photographie : Harmeet Singh
- Montage : A. Muthu
- Production : Nitin Manmohan
- Société de production : Gaurav Digital et Neha Arts
- Pays :  Inde
- Genre : Comédie romantique
- Durée : 136 minutes
- Dates de sortie : 
  - Inde : 5 mai 2000

## Distribution
- Sanjay Dutt : Vicky Oberoi
- Salman Khan : Prem Oberoi
- Karisma Kapoor : Sapna Mehra
- Sushma Seth : Dadima, la grand-mère
- Shakti Kapoor : Mamaji, l'oncle de Sanna
- Twinkle Khanna : Pooja
- Shahbaaz Khan : Rakesh
- Javed Khan Amrohi : Murari
- Suresh Bhagwat : Gope
- Ghanshyam Rohera : Nandu, le cuisinier
- Javed Khan Amrohi : Murari
- Shashi Kiran : Suri